# Вершина (Пологівський район)
Вершина- (Рейнфельд, Новокам'янка, Райфель, Чистополе) — село в Україні, у Кам'янській селищній громаді Пологівського району Запорізької області. Розташована за 14 км на південний захід від центру громади. Населення становить 587 осіб. До 2018 орган місцевого самоврядування - Вершинська сільська рада.

## Географія
Село Вершина знаходиться на лівому схилі балки Кобильна, по дну якої протікає пересихаюча річка Кобильна, на протилежному березі знаходиться село Пробудження. Через село проходить автомобільна дорога Н08.

## Історія
Село засноване 1864 р. під назвою Рейнфельд німецькими колоністами-менонітами. Засновники із маріупольських колоній. Лютеранський приход Людвіґсталь. Землі 1784 десятин (1911). У 1867 році з'явилися поселенці із сусіднього села Куйбишеве з назвою Новокам'янка.
7 (20) листопада 1917 року, відповідно до Третього Універсалу Української Центральної Ради, увійшло до складу Української Народної Республіки.
В 1953 році перейменоване в село Вершина Перша. В 1971 році в Вершина.
12 червня 2020 року, відповідно до розпорядження Кабінету Міністрів України № 713-р «Про визначення адміністративних центрів та затвердження територій територіальних громад Запорізької області», увійшло до складу Більмацької селищної громади.
19 липня 2020 року, в результаті адміністративно-територіальної реформи та ліквідації  Більмацького району увійшло до складу Пологівського району.

## Населення
| Рік  | Кількість мешканців |
| ---- | ------------------- |
| 1897 | 79                  |
| 1905 | 75                  |
| 1910 | 133                 |
| 1919 | 170                 |

## Економіка
- «Вершина», КСП.

## Об'єкти соціальної сфери
- Школа.
- Дитячий садочок.
- Будинок культури.
- Фельдшерсько-акушерський пункт.

## Відомі особистості
В поселенні народився:
- Задорожний Яків Степанович (1912—1945) — радянський воїн, Герой Радянського Союзу.